# 신강령역
신강령역(新康翎驛)은 황해남도 강령군의 철도역이다. 강령군의 유일한 옹진선 철도역으로 강령읍을 거치는 부포선이 분기한다.